# Variimorda mendax
Variimorda mendax es una especie de coleóptero de la familia Mordellidae.

## Distribución geográfica
Habita en Europa y el Magreb. Desde Gran Bretaña hasta el Cáucaso y desde Polonia hasta Marruecos.